# Bernard Barker
Bernard León Barker (La Habana, 17 de marzo de 1917 - Miami, 5 de junio de 2009) fue un antiguo miembro de la policía secreta de Cuba bajo la dictadura de Fulgencio Batista, y más tarde elemento de la Agencia Central de Inteligencia. Estuvo vinculado a la Operación 40 y la invasión de bahía de Cochinos. Años más tarde participó como uno de los fontaneros o plomeros de la Casa Blanca que se introdujeron en la sede central en Washington del Comité Nacional del Partido Demócrata, en el edificio Watergate, en el año 1972, delito por el que estuvo preso solo 13 meses y por el que el presidente republicano Richard Nixon tuvo que renunciar.

## Biografía
Nació en La Habana de un padre rusoamericano.

## Segunda Guerra Mundial
Estuvo en la tripulación de un bombardero B-17 en la Segunda Guerra Mundial, teniente segundo bombardero, en el 331.º escuadrón del 94.º Grupo Bombardero de la 8.ª Fuerza Aérea. El 10 de febrero de 1944, en su 13.ª misión de combate, su avión fue derribado en una misión de bombardeo sobre la población civil de la ciudad de Brunswick (Alemania). Los nazis lo tomaron como prisionero de guerra en el campo de concentración Stalag Luft I, en la ciudad de Barth. El 2 de mayo de 1945, el Ejército Rojo soviético liberó el campo.

## Posguerra
Barker regresó a La Habana, donde se convirtió en miembro de la Policía Nacional bajo la dictadura de Fulgencio Batista. En esa época fue reclutado por el FBI.

### Colaboración con la CIA
Tras la Revolución cubana, Barker logró evadir las capturas de colaboradores de la dictadura, y en enero de 1960 viajó con su familia a Miami. Fue reclutado por el agente de la CIA E. Howard Hunt, quien lo embarcó en la Operación 40 y lo puso durante meses a reclutar exiliados cubanos para realizar la Invasión de bahía de Cochinos. Finalmente Barker participó en el intento de invasión, que fue aplastado por el ejército cubano en 1961. Barker logró evadir las capturas de disidentes (que fueron juzgados y encarcelados).

### Supuesta participación en el asesinato de John F. Kennedy
Algunos teóricos de la conspiración afirmaron que fue cómplice en el asesinato de John F. Kennedy en 1963, junto a otras figuras de Watergate como Frank Sturgis y E. Howard Hunt. Un oficial de policía de Dallas llamado Weitzman Seymour lo reconoció durante la época del escándalo Watergate. El día del asesinato del presidente Kennedy, Weitzman había sido el primer oficial de policía que llegó al área de cerca de piquete tras los últimos disparos. Allí encontró a un hombre que mostró credenciales del servicio secreto. Weitzman afirma que este hombre era Bernard Barker.

### Escándalo Watergate

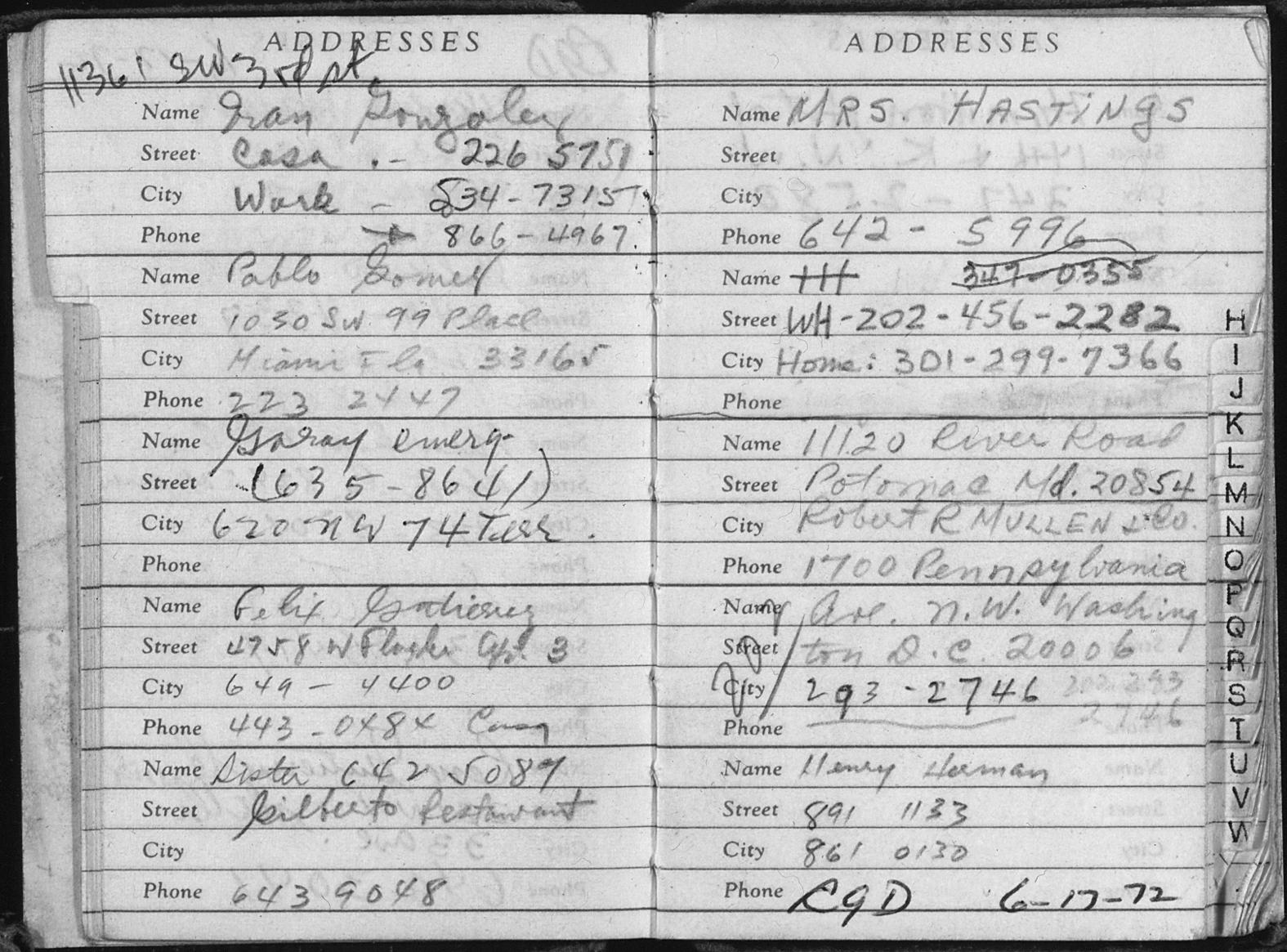
Libreta de direcciones de Bernard Barker, descubierta en una habitación del hotel Watergate.

Diez años después, E. Howard Hunt lo reclutó para la secreta Unidad de Investigaciones Especiales de la Casa Blanca ―en poder del presidente republicano Richard Nixon―.Barker también trabajó con el Comité para la reelección del presidente para obtener dinero "fuera de los libros" (no contabilizado) que ingresaba para las arcas de la campaña de Nixon. A través de su cuenta personal bancaria ingresaron 25 000 dólares
provenientes de un tal Dwayne Andreas, que era jefe ejecutivo de la empresa estadounidense de agricultura Archer Daniels Midland, para el CREEP, en violación de las leyes de financiamiento de campañas políticas.
En 1972, Barker fue uno de los cinco merodeadores pagados por el Comité para la Reelección del Presidente (CREEP, la campaña de recolección de fondos para la reelección de Nixon) para irrumpir en la sede central del Comité Nacional Demócrata y robar documentos e instalar micrófonos (el Escándalo Watergate). Fue juzgado junto con Frank Sturgis, Virgilio González, Eugenio Martínez, James McCord, G. Gordon Liddy y E. Howard Hunt. Barker fue condenado culpable de escuchas telefónicas, colocar vigilancia electrónica y robo de documentos.

## Prisión
El 30 de enero de 1973, los cuatro miembros del grupo se declararon culpables de conspiración, robo y violación de las leyes federales sobre comunicaciones. Así evitaron un juicio donde podrían conocerse más detalles de la operación, y más delitos y crímenes. Eugenio Rolando Martínez fue condenado a 40 años de cárcel, pero Bernard Barker logró salir a los 13 meses de prisión.
Tras ser liberados, Barker y los demás implicados en el escándalo Watergate vivieron el estigma de haber sido expuestos como delincuentes, y pasaron momentos difíciles. Sin embargo, ninguno de los cubanos implicados se arrepintió de las acciones antidemocráticas que habían perpetrado. Consideraban que habían prestados servicios a un presidente que también los había ayudado. Bernard Barker declaró en 1997: «Nosotros no hicimos nada malo».
Barker trabajó como inspector de la construcción en Miami. Ganaba un sueldo de 18 512 dólares al año, lo que no le habría permitido pagar sus gastos y mantener el nivel de vida de su casa y su familia. En 1982 optó por jubilarse prematuramente. De esa manera evitó ser demandado por aceptar sobornos de las empresas cubanas de la construcción en Miami. En 1983 fue acusado de perjurio por haber sobornado a miembros de la Oficina de Zonificación de la ciudad de Miami, pero después fue absuelto.

## Muerte
En agosto de 1987, el presidente Jimmy Carter le negó el perdón presidencial por los delitos cometidos en el Escándalo Watergate. Bernard Leon Barker murió de cáncer en Miami el 5 de junio de 2009, a los 92 años. Su cuarta esposa, Dora María Barker, lo sobrevivió.